# Péter Kovács (rokometaš)
Péter Kovács, madžarski rokometaš, * 8. april 1955, Budimpešta.
Leta 1976 je na poletnih olimpijskih igrah v Montrealu v sestavi madžarske rokometne reprezentance osvojil šesto mesto.
Čez štiri leta je z reprezentanco osvojil 4. mesto in leta 1988 ponovno 4. mesto.